# Aragonès panticut
L'aragonès panticut o pandicut és la forma de l'aragonès tensí parlada a la vila de Panticosa, a l'Alto Gállego que pertany al bloc central de l'aragonès.
La població local el fa servir de manera quotidiana, i és la variant del tensí millor conservada. El text més antic que es conserva és la Pastorada de San Roque de Panticosa, de mitjans del segle XVIII.
És un dels primers dialectes en estar descrits, gràcies a la publicació, el 1986, de el llibre L'aragonès de Panticosa. Gramàtica, basat en la tesi de llicenciatura de Francho Nagore. Els seus trets genuïns són l'article en la seva variant intervocàlica ro, ra, ros, ras (també documentat en Ballibió, Sobrepuerto i Sobremonte), els participis amb la -t- intervocàlica conservada i la conservació de les consonants sordes intervocàliques -P-, - t-, -K-.
Tot i que en els darrers anys han proliferat les iniciatives per recuperar el dialecte, està en greu perill de desaparició, que va accelerar-se amb el turisme i les grans obres públiques dutes a terme després de la Guerra Civil Espanyola, que va portar nombrosa població castellanoparlant.